# Hylaeus imparilis
Hylaeus imparilis är en biart som beskrevs av Förster 1871. Hylaeus imparilis ingår i släktet citronbin, och familjen korttungebin. Inga underarter finns listade i Catalogue of Life.